# Дом Фавна
Дом Фавна (итал. Casa del Fauno) — название, данное руинам одного из древних домов в Помпеях; бывший патрицианский дом, расположенный на месте археологических раскопок города. Это остатки жилого дома на относительно большом участке земли (нынешнее место называется Via della Fortuna), одно из самых известных и художественно самых ценных построек этого бывшего древнего города.
Дом, представляющий собой образец классического римского жилого дома (domus), обязан своим названием небольшого статуе танцующего фавна, расположенной в главном атриуме посреди бывшего декоративного бассейна — Имплювия.

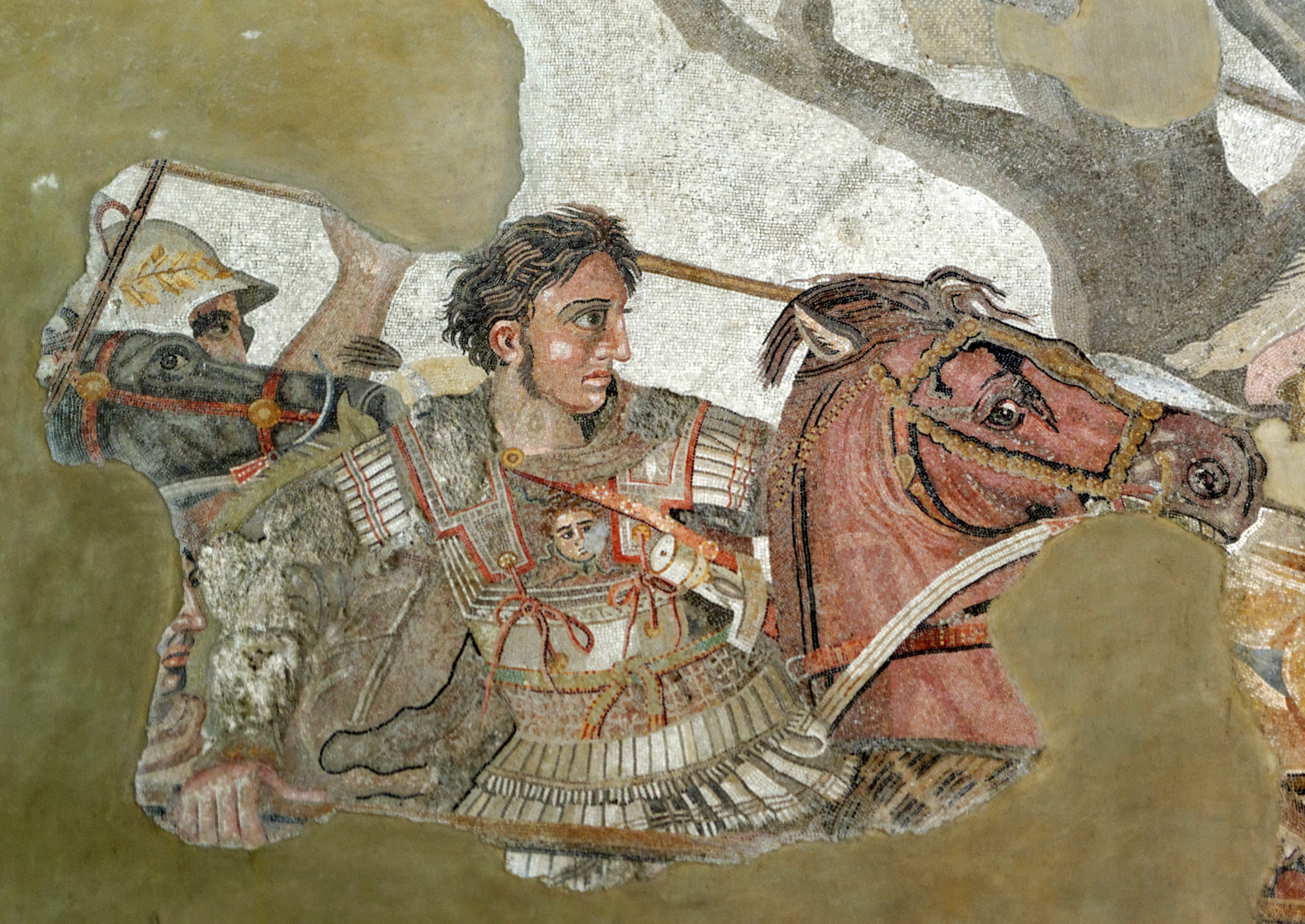
Александр Македонский из дома Фавна (Александрова мозаика)

По мнению ряда экспертов, в случае с домом Фавна это один из самых красивых примеров жилой застройки римских времен и античности в целом. Это также одно из самых больших частных зданий в Помпеях. Сочетая в себе почти все характерные элементы римских домов патрициев (архитектурные и художественные), он представлял собой одно из самых красивых жилых помещений того времени.
Вероятно, он был построен в первой половине II века до нашей эры, для некоего Публия Суллы, племянника римского полководца. В конце II века он подвергся обширной реконструкции.

## История
Дом раскопан в 1831 году. Современное название получил из-за найденной здесь бронзовой скульптуры фавна в танце, одной из лучших сохранившихся скульптур этого периода. Фавн стоял в атриуме. Помпеи основали самниты, уже тогда впервые застроили этот участок. В римское время дом перестроили, превратив в дворцовую постройку с двумя атриумами, двумя перистилями.

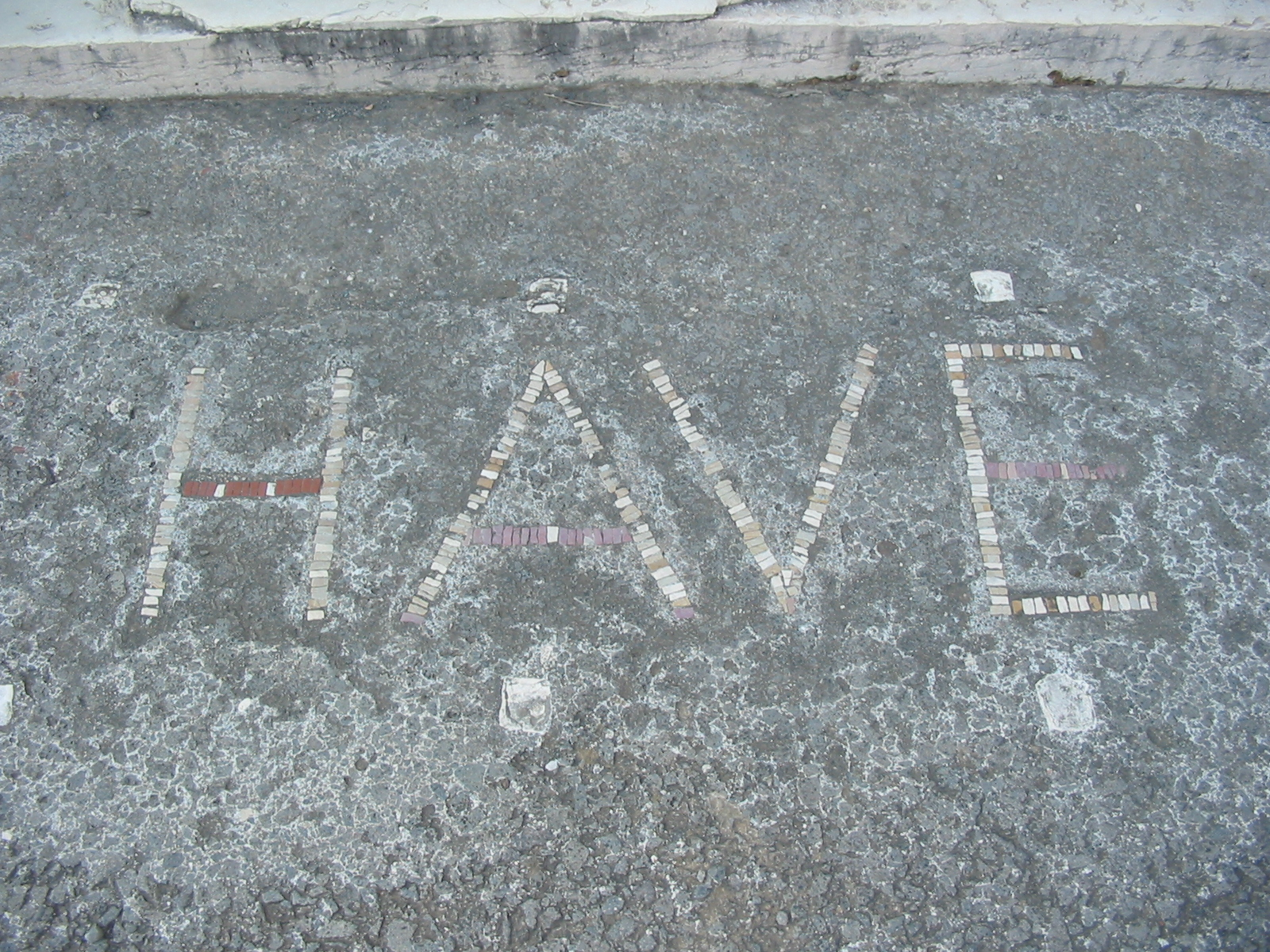
Мозаика «HAVE», своего рода древний «приветственный коврик» у Дома Фавна в Помпеях (2009 г.). HAVE — это вариант написания AVE.

Вместе с двумя перистилями дом Фавна занял площадь около трех тысяч квадратных метров. Вместо известняка предыдущего периода для построения использовали вулканический туф, легкий в обработке. Стены дома Фавна декорированы имитацией цветных камней и мрамора. Чтобы усилить реальность стенописей, их архитектурные детали выполнили лепкой (карнизы, пилястры). Роскошным убранством дома были многочисленные мозаики на полах. Среди них орнаментальные и декоративные композиции. На пороге камнями было выложено приветствие «Have» (привет). Среди декоративных мозаик — натюрморт с фруктами и цветами, нильские пейзажи, театральные маски, кот, голуби на чаше с водой, греческий бог Вакх верхом на пантере.

## Архитектура
Дом можно разделить на 5 основных частей: тосканский атриум, перистильный атриум, служебные помещения, коридоры и соответствующие им подсобные помещения. В доме были таберны и очень сложный план, в котором детализировано множество комнат, как и во многих древнеримских домах. Владельцы дома Фавна, как и богатые аристократы Римской республики, установили собственную систему ванн. Ванная комната находилась во внутреннем крыле, справа от входа. кухня отапливалась большой печью. Комнаты для прислуги были темными и тесными, а мебели мало. В доме есть красивые перистильные сады, второй из которых был создан для декламации, пантомимы. В доме были  спальни, летние и зимние столовые, приемная и кабинет.

План дома Фавна: 1 — вестибюль, входная часть дома, 2 — главный атриум с имплювием со статуей танцующего фавна, 3 — атриум с четырьмя колоннами и комнатой для гостей, 4 — таблинум, личная комната для семьи, 5 — сад с перистиль с ионными колоннами, 6 — экседра, комната, в которой была размещена знаменитая мозаика Александра Македонского, 7 — большой сад в задней части дома, 8 — подсобные помещения.

Дом занимал площадь почти три тысячи квадратных метров. Он содержит два атриумa; один принадлежал к основной части дома и был доступeн сразу после пересечения вестибюля и небольшого входа, называемого fauces. В атриуме, построенном в тосканском стиле, находился имплювий, красоту которого можно представить до сих пор. Дно было заполнено инкрустацией из цветного мрамора в виде правильных геометрических фигур.
Второй атриум располагался справа от главного входа. Центральную часть атриума занимал тетрастиль с отдельным входом, который, вероятно, служил для развлечения посетителей.
В другую часть дома, представлявшую собой небольшой сад с перистилем с ионическими колоннами, можно было попасть через узкий проход. Справа от прохода построили лестницу, ведущую на второй этаж.

## Мозаика Александра
Одной из наиболее исторически ценных частей дома (с точки зрения современного человека), несомненно, была комната под названием экседра. Его ценность заключается не только в красивой фресковой отделке стен, но и прежде всего в знаменитой мозаике, которая тогда как ковер залила пол. Мозаика Александра (сейчас находится в музее в Неаполе как настенная мозаика; размеры 313 x 582 см), датируемая примерно 100 г. до н. э., изображает битву Александра Великого против персидского царя. С первого взгляда на мозаику можно сказать, что это произведение, характеризующееся безупречным мастерством (многие части, составляющие картину, имеют размер не более половины квадратного сантиметра).
Мозаика повреждена во время землетрясения, она создана по образцу более раннего произведения. Оригинал мог принадлежать работе эретрийского художника IV века до н. э. Филоксена, ученика Никомаха Фиванского. Он создал мозаику на заказ Кассандра около 300 года до н. э., согласно Плинию Младшему. По другой версии, мозаику первоначально создал Апеллес.
Мозаика Александра с 1843 года сохраняется в Национальном археологическом музее Неаполя. В Помпеях с 2005 года экспонируется копия мозаики, созданная школой-мастерской мозаики в Равенне, которая точно воспроизводит помпейский оригинал по материалу, цветовой гамме, форме и размерам. Стоимость работ по созданию копии составила более 500 000 евро.

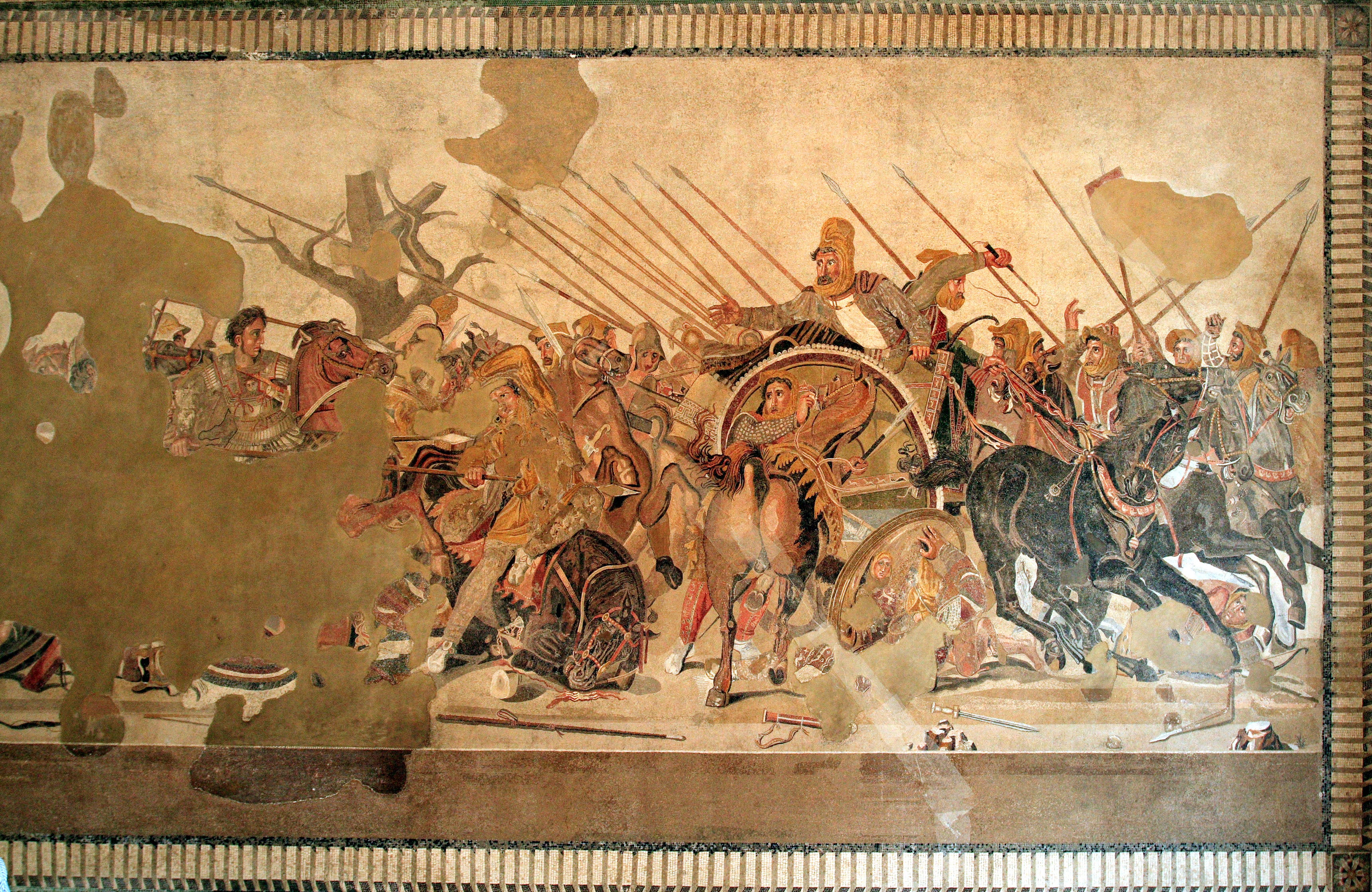
Александрова мозаика

## Мозаика и золотые украшения

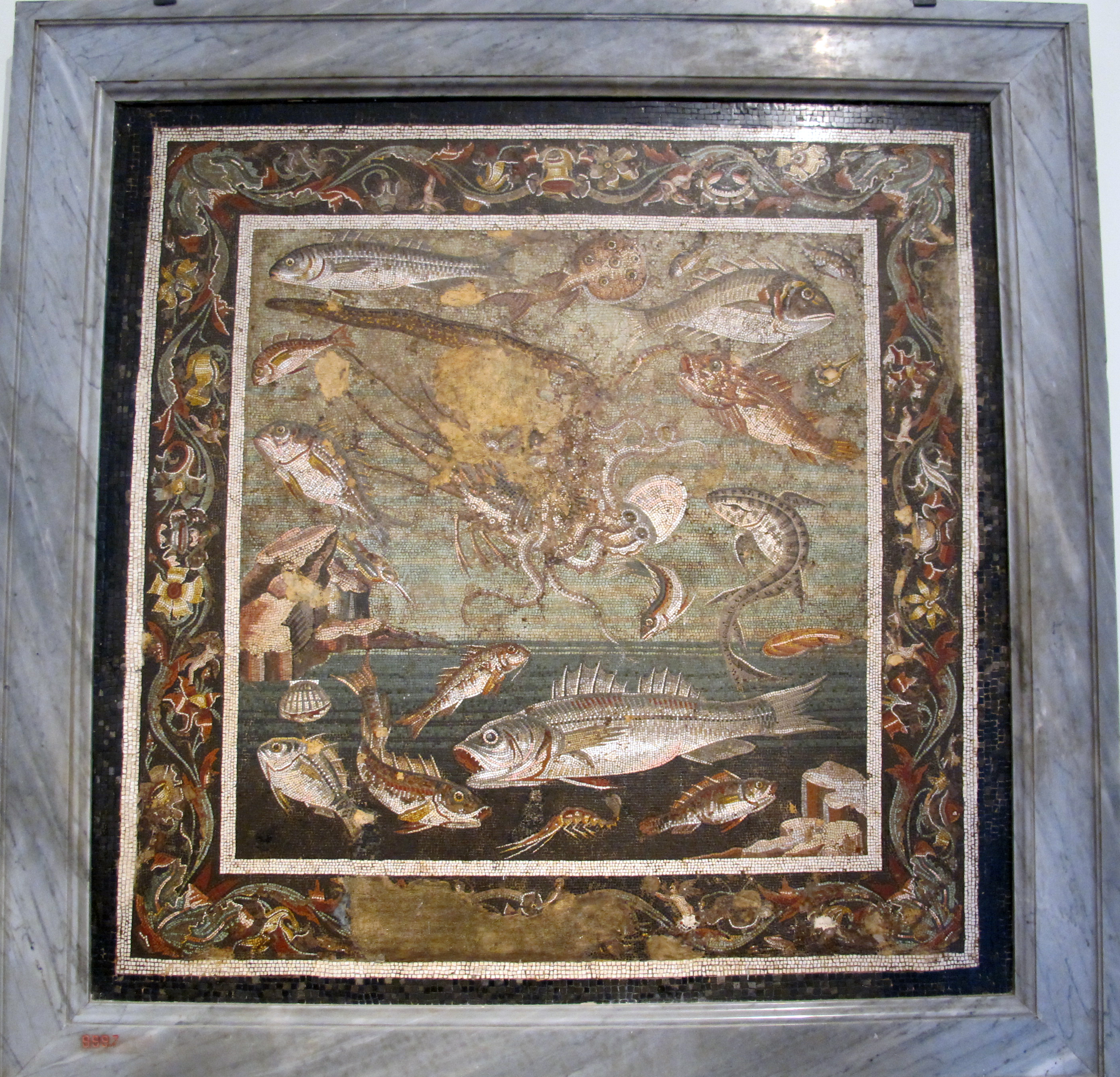
Морские животные
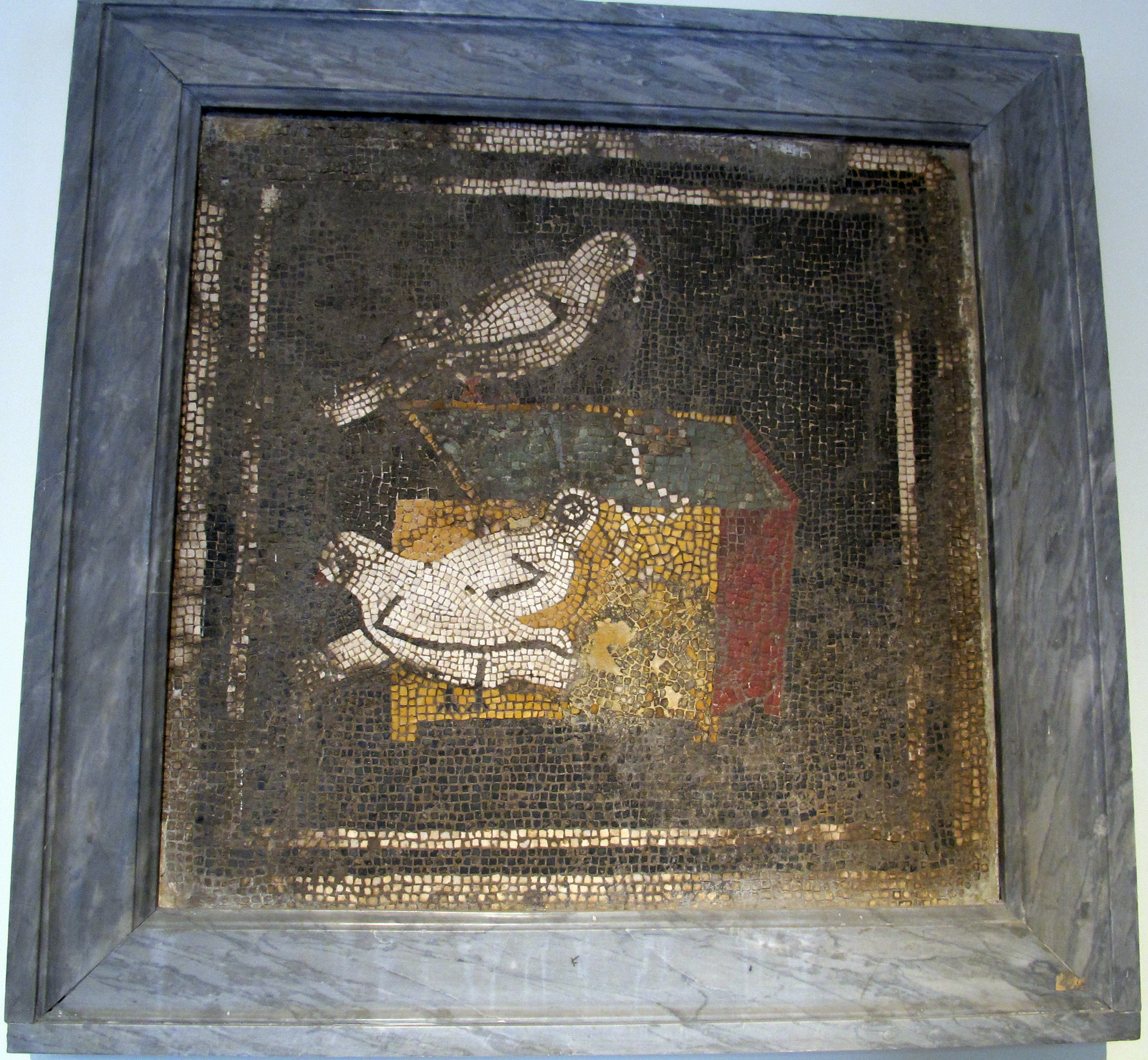
Три голубя
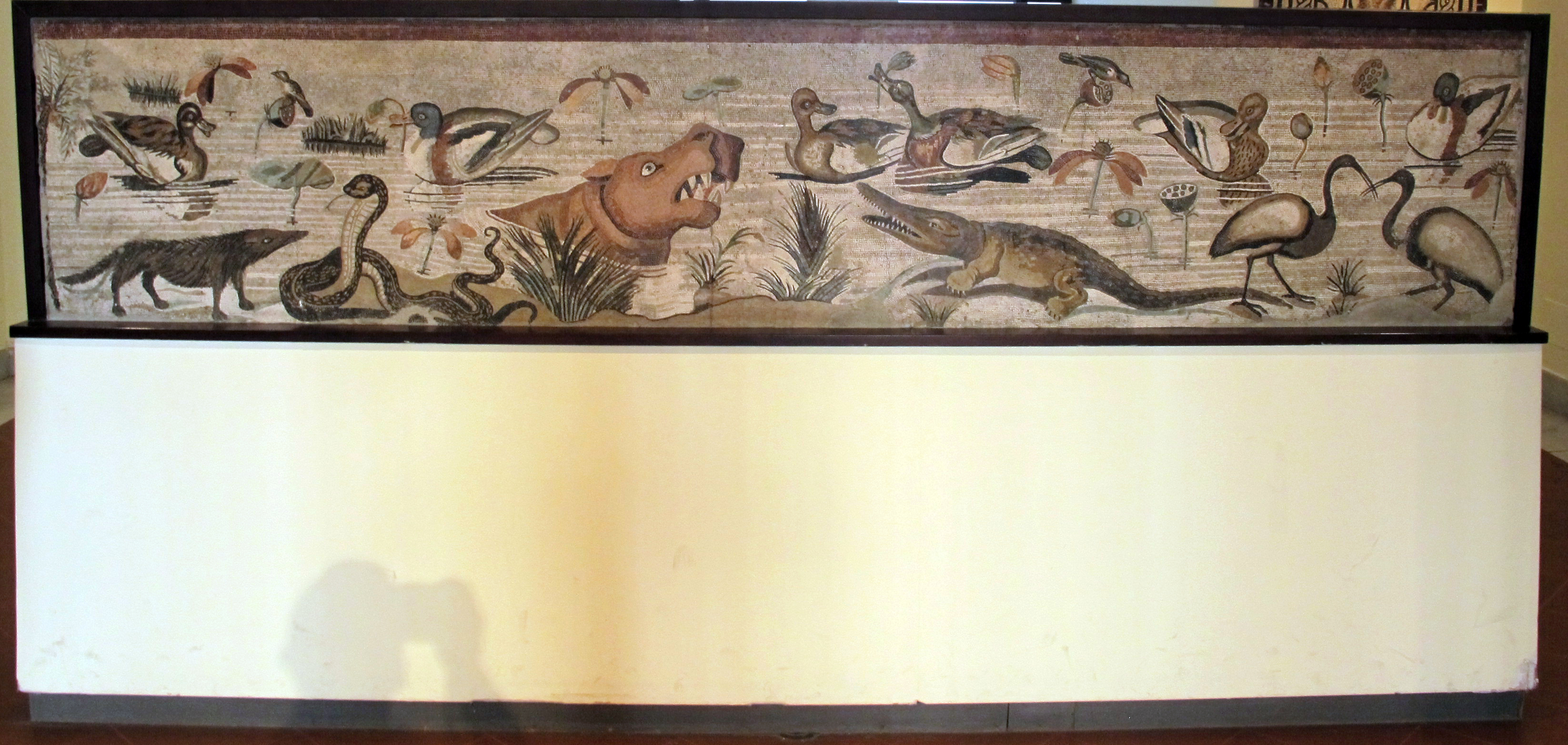
Нилотский пейзаж
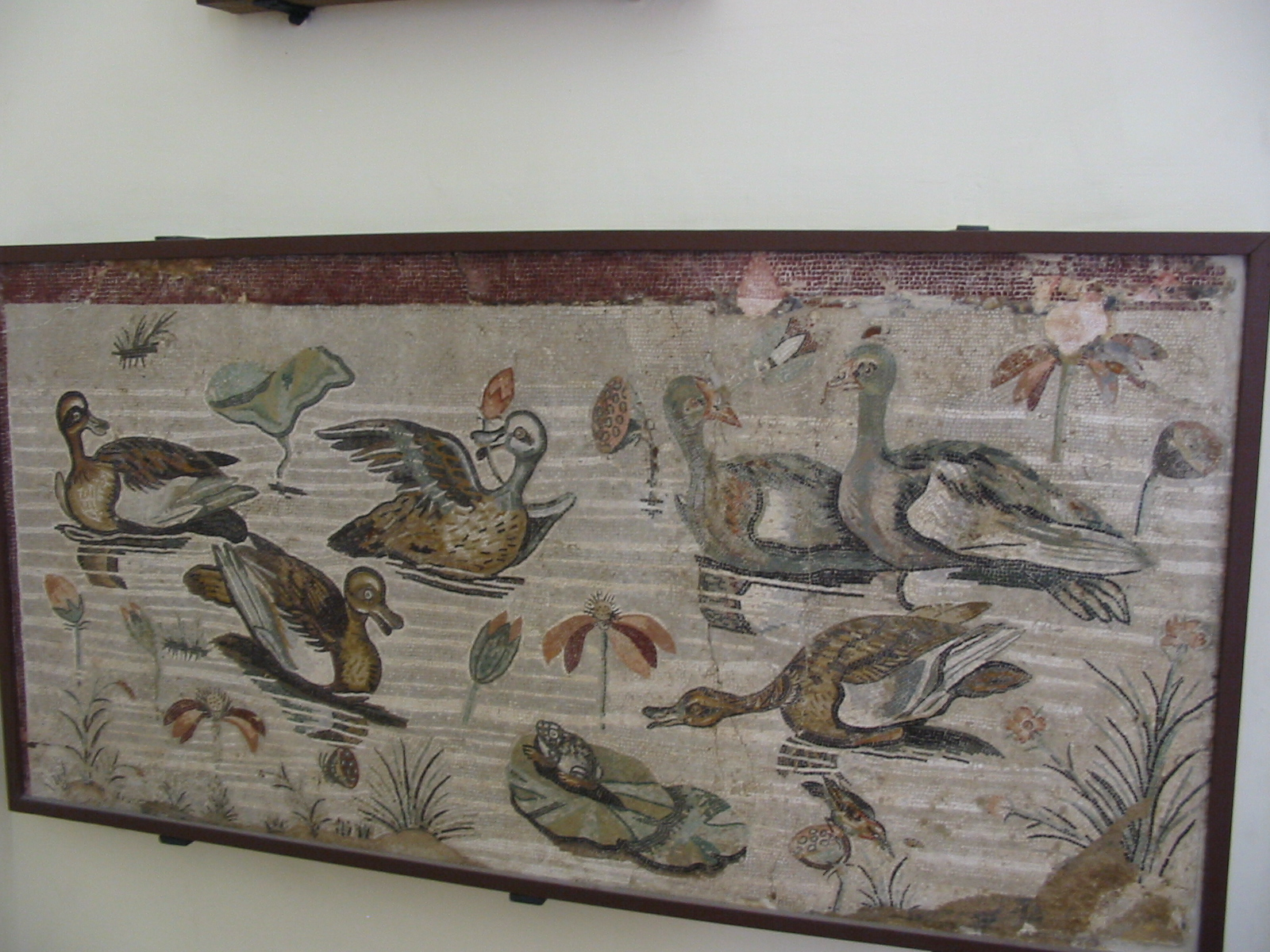
Нильские птицы
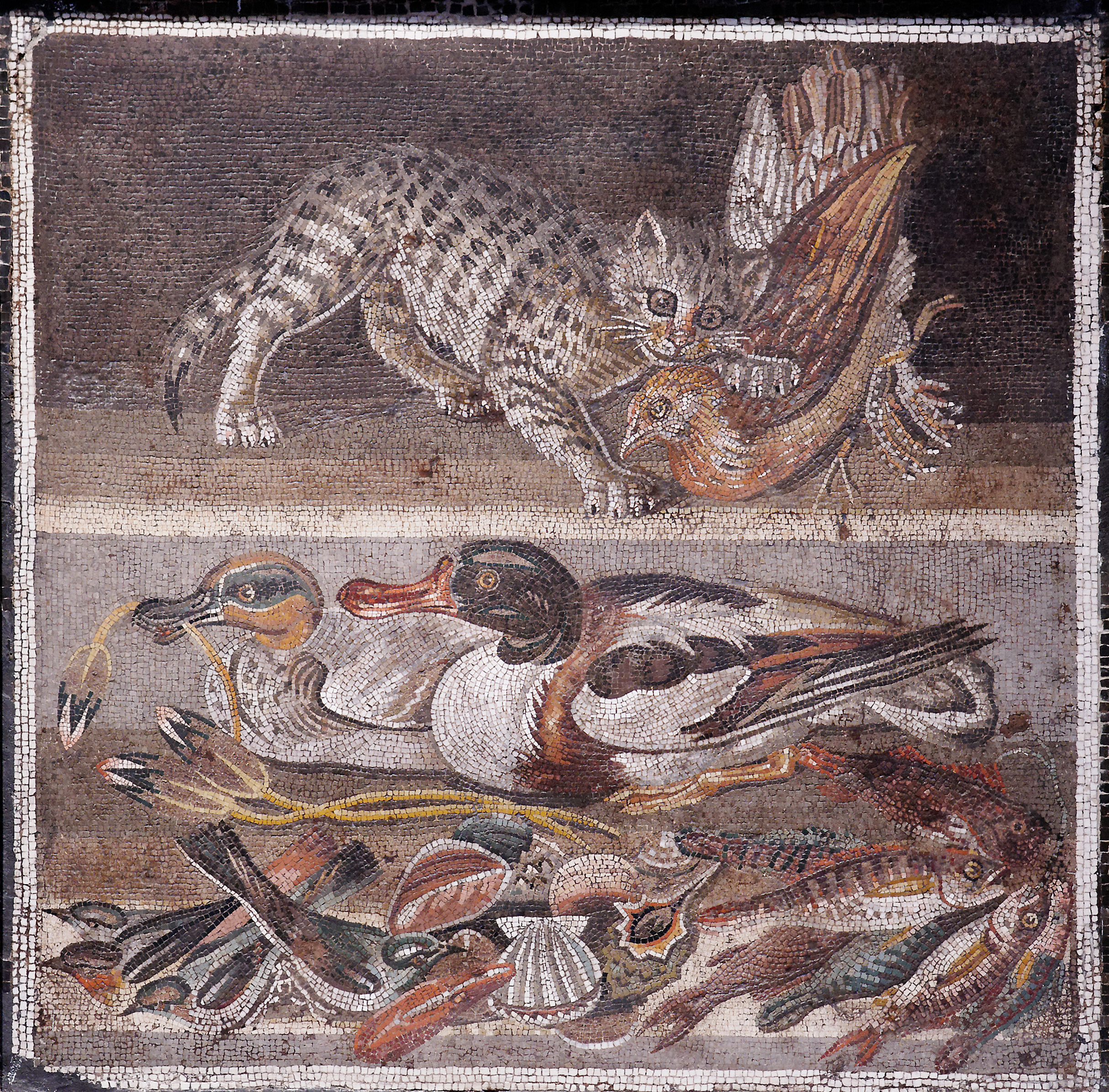
Кошка и птицы
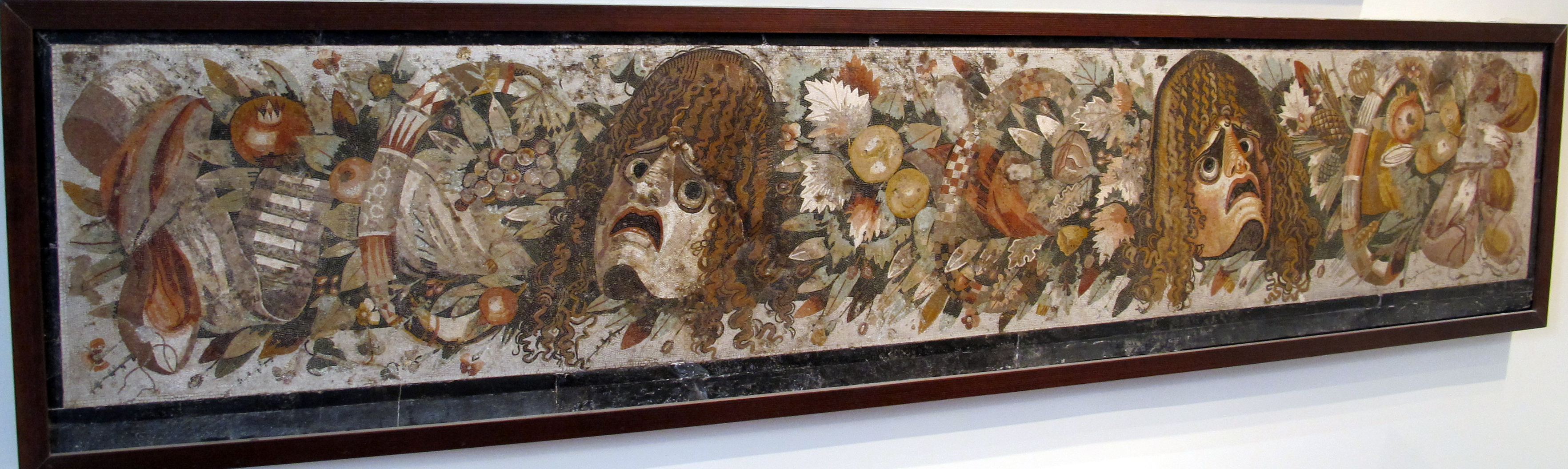
Маски, листва и фрукты
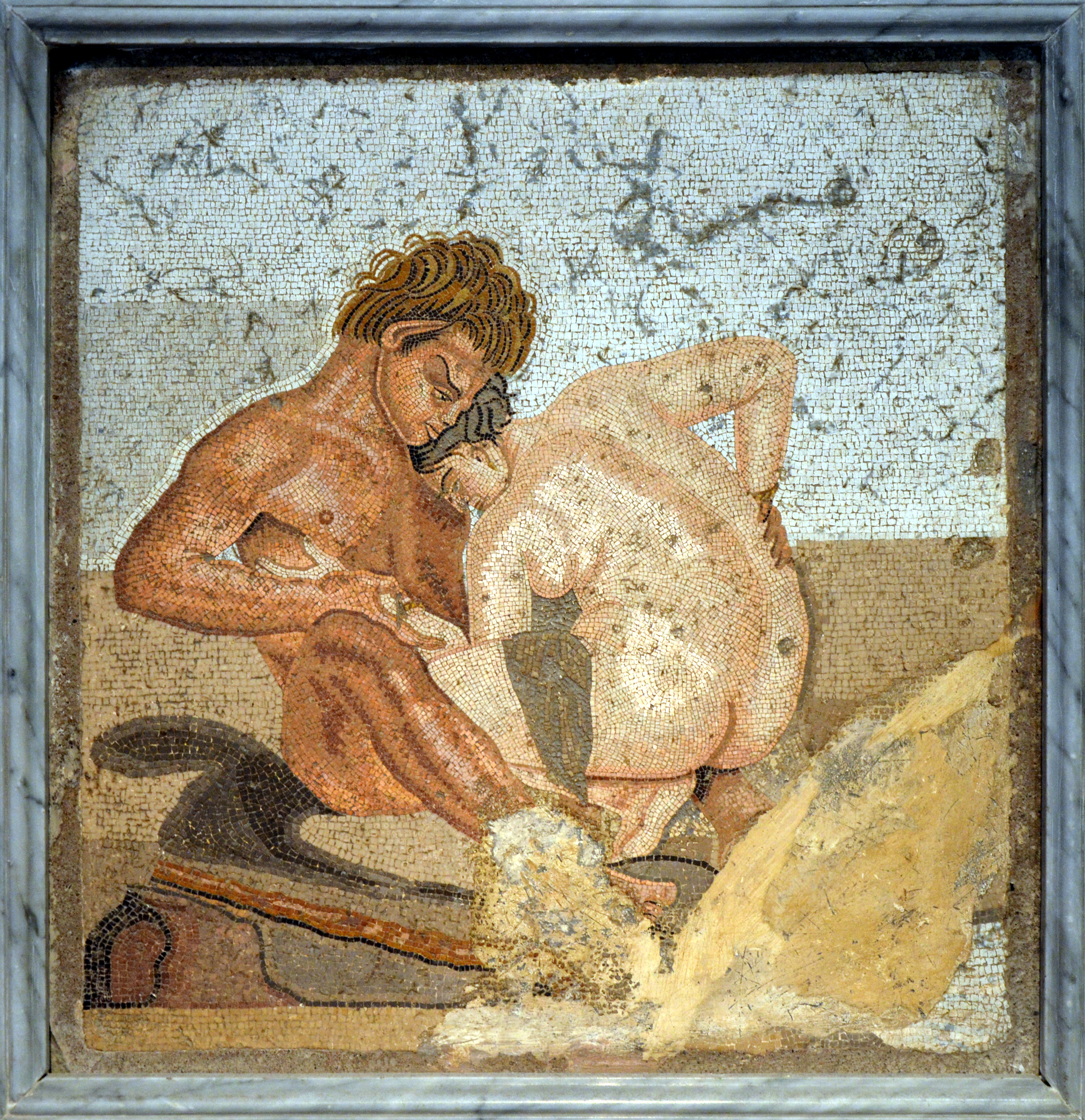
Мозаика сатира и нимфы в Национальном музее Неаполя.
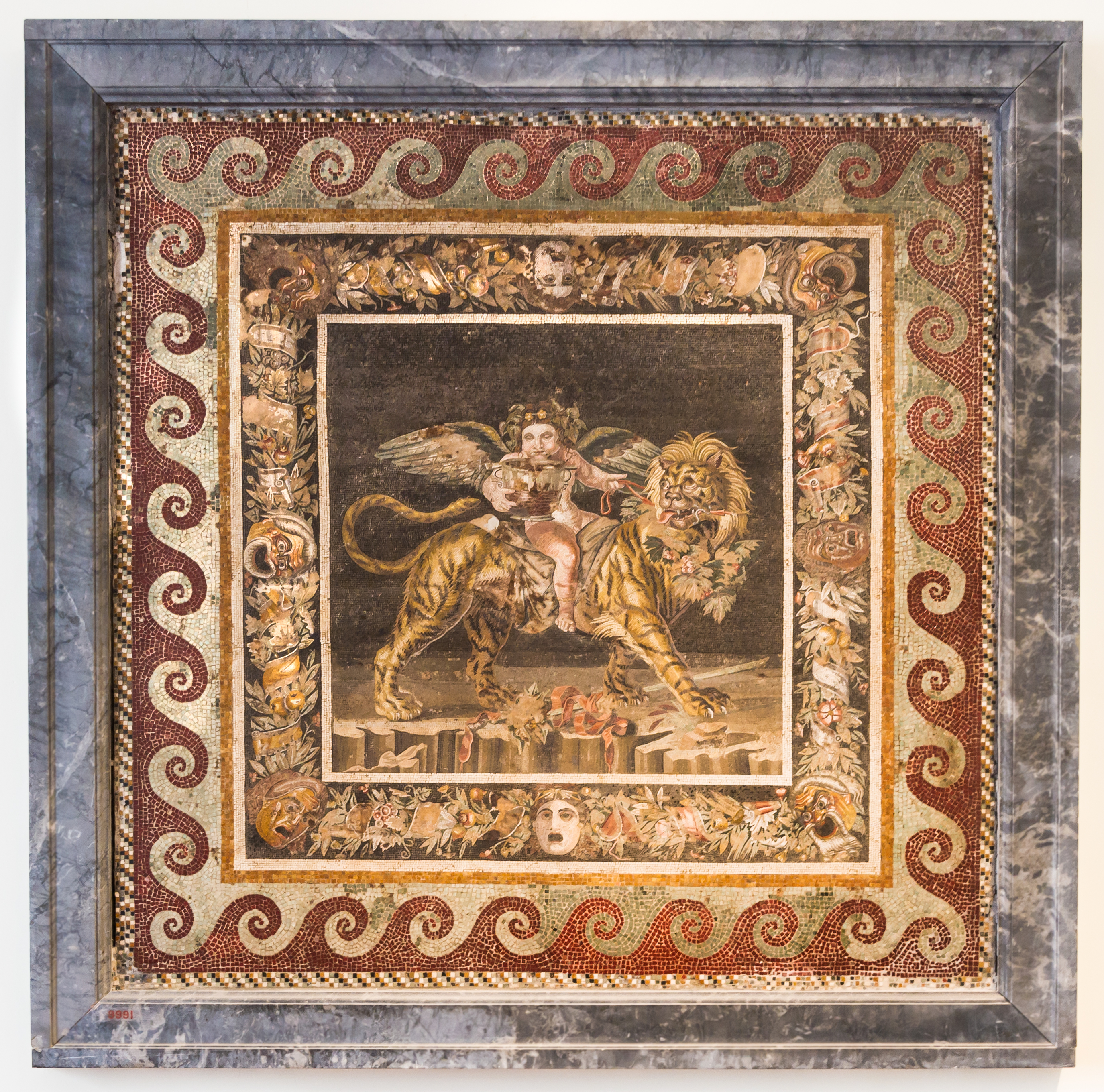
Молодой Дионис на тигре
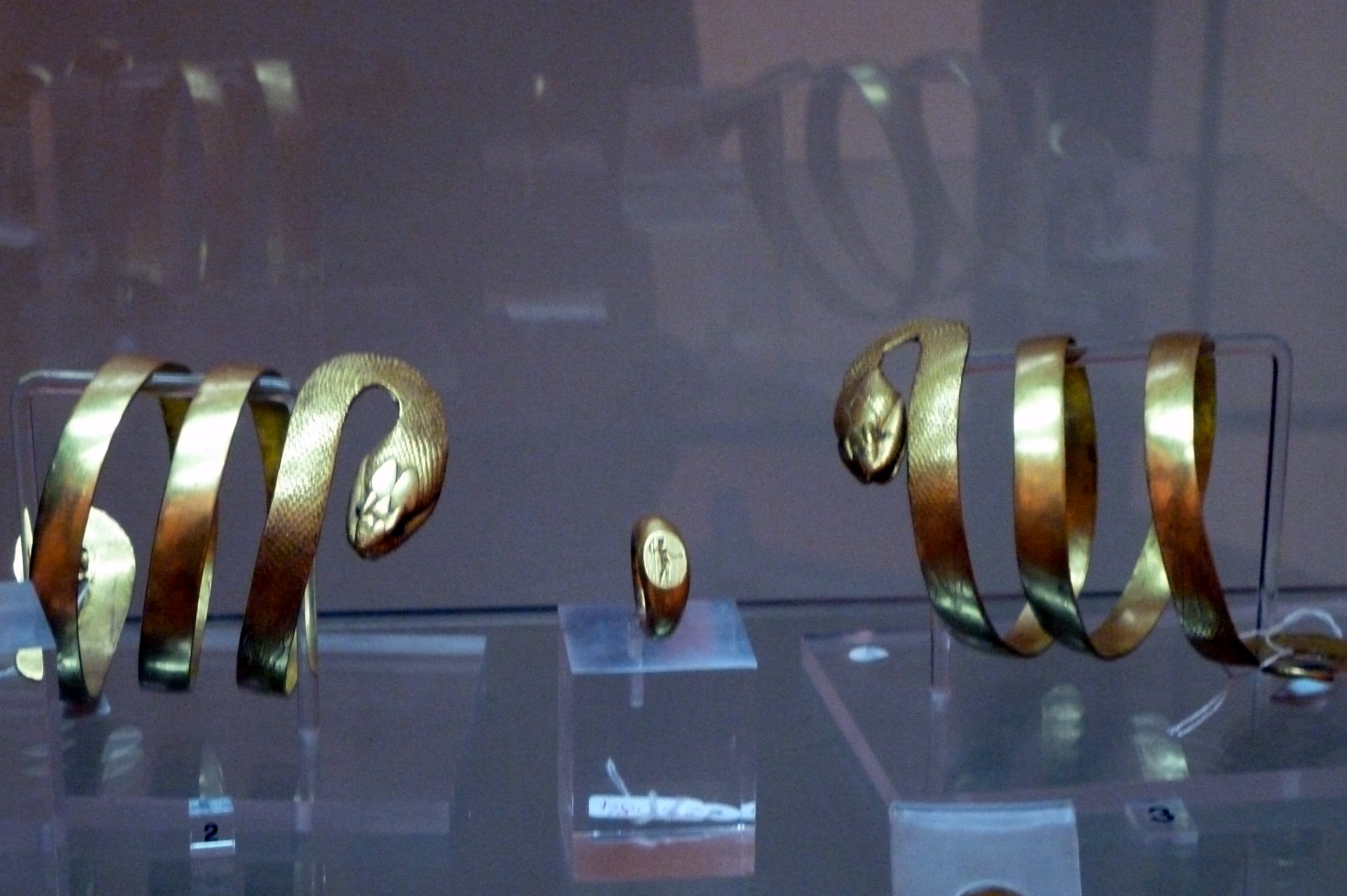
Змеиные браслеты и гранатовое кольцо с вырезанной фигурой